# Фредерик Уилърс
Фредерик Уилърс (на английски: Frederic Villiers) е британски журналист и художник. Военен кореспондент в Руско-турската война (1877-1878).

## Биография
Фредерик Уилърс е роден на 23 април през 1851 г. в Лондон, Великобритания. Учи рисуване в Гин, Франция. Специализира изкуство в Британския музей и Кралската академия. Работата му като художник и военен кореспондент започва през 1876 г. в Сръбско-турска война.
По време на Руско-турската война (1877-1878) е военен кореспондент на в-к „Grafic“ в Действуващата Руска армия на Балканския полуостров. Непосредствен свидетел на Обсадата на Плевен.
Отразява Англо-афганистанската война (1878-1880). Посещава Индия, Австралия, САЩ, Тасмания и Русия. Отразява войната в Египет (1882), Бирма (1887), Първата Китайско-японската война (1894-1895), Гръцко-турската война и Судан (1898). При последната война използва и кинокамера. Отразява Руско-японската война и Първата световна война. Работи за в-к „The Standard“ и в-к „Magazine Illustrated“.
Посещава за втори път България и отразява политическата криза от 1886 г.
Сред близките му приятелите са Арчибалд Форбс и Джон Камерън. Излaгa две картини в Кралската академия: „Пътят към дома. Връщането на Имперската бригада от Афганистан“ (1882) и „Борбата на арабите със собствените им оръжия“ (1883). Неговите книжни публикации са „Картини от много войни“ (1902), „Порт Артур" (1905 г.), „Мирни личности“(1907) и т.н. Награждаван е с ордени и медали в Русия, Сърбия и Румъния.